# Distrito Regional de Central Okanagan
O Distrito Regional de Central Okanagan (enumerado como 7) é um dos vinte e nove distritos regionais da Colúmbia Britânica, no oeste do Canadá. A sede administrativa do distrito é a cidade de Kelowna. O distrito compreende a região de Kelowna e suas cidades-satélite. A população do distrito em 2005 era de 165.221 residente, um aumento em relação ao censo canadense oficial de 2006, que tinha um total de 162.276 pessoas. A área do distrito é de 2.904,86 quilômetros quadrados.